# Tsaagan
Tsaagan (Tsaagan mangas) – teropod z rodziny dromeozaurów (Dromaeosauridae).Żył w epoce późnej kredy (ok. 83-71 mln lat temu) na terenach centralnej Azji. Długość ciała ok. 1 m, wysokość ok. 70 cm, masa ok. 15 kg. Jego szczątki znaleziono w Mongolii. Tsaagan mangas znaczy po mongolsku "biały potwór" (Tsaagan - biały,  mangas - potwór). W nazwie rodzajowej jest błąd, poprawnie powinno być Tsagaan, z dwoma "a" na końcu wyrazu, a nie na początku. Holotyp (IGM 100/1015) to dobrze zachowana czaszka z żuchwą i 8 kręgów szyjnych. Był niewielkim (około 1m długości) drapieżnikiem polującym na małe ssaki Zalambdalest lub Kryptobaatar, znane z tej samej formacji. Dinozaury znane z  Ukhaa Tolgod to Protoceratops i Szuwuja, oraz nieopisane jeszcze deinonychozaury: dromeozaur i troodony. Dzięki tomografii czaszki tsaagana naukowcy dowiedzieli się nowych informacji o anatomii czaszki i puszki mózgowej dromaeozaurydów.  Tsaagan był niewielkim krewnym rodzajów welociraptor i Deinonychus. Te trzy dinozaury tworzą podrodzinę Velociraptorinae, a  Tsaagan jest nieco dalszym krewnym pozostałej dwójki. Wyróżniał się spośród innych dromeozaurów posiadaniem długiego i prostego grzbietu.